# بخش کلتنیانسکی
بخش کلتنیانسکی (به لاتین: Kletnyansky District) یک منطقهٔ مسکونی در روسیه است که در استان بریانسک واقع شده‌است.